# Comuna Dănești, Gorj
Dănești este o comună în județul Gorj, Oltenia, România, formată din satele Barza, Botorogi, Brătuia, Bucureasa, Dănești (reședința), Merfulești, Șasa, Trocani, Țârculești, Ungureni și Văcarea.

## Demografie
Componența etnică a comunei Dănești
     Români (94,94%)
     Alte etnii (0,32%)
     Necunoscută (4,74%)
Componența confesională a comunei Dănești
     Ortodocși (94,26%)
     Alte religii (0,81%)
     Necunoscută (4,93%)
Conform recensământului efectuat în 2021, populația comunei Dănești se ridică la 4.703 locuitori, în creștere față de recensământul anterior din 2011, când fuseseră înregistrați 3.875 de locuitori. Majoritatea locuitorilor sunt români (94,94%), iar pentru 4,74% nu se cunoaște apartenența etnică. Din punct de vedere confesional, majoritatea locuitorilor sunt ortodocși (94,26%), iar pentru 4,93% nu se cunoaște apartenența confesională.

## Istorie
La sfârșitul secolului al XIX-lea, comuna făcea parte din plasa Ocolu a județului Gorj și era alcătuită din satele Dănești și Văcarea, cu o populație de 789 de locuitori. În comună funcționa o școală mixtă frecventată de 25 de elevi și două biserici. La acea vreme, pe teritoriul actual al comunei, funcționau în aceiași plasă comunele Șasa și Brătuia. Comuna Șașa era alcătuită doar din satul de reședință cu același nume, având o populație de 610 de locuitori, existând aici două biserici, iar comuna Brătuia avea aceiași structură, având o populație de 1147 de locuitori, funcționând aici o școală mixtă frecventată de 42 de elevi și două biserici.
În 1925, se desființează comuna Șasa și este transferată comunei Budieni. Anuarul Socec consemnează cele două comune, Dănești și Brătuia, în aceiași plasă. Comuna Dănești avea o populație de 1143 de locuitori (în satele Dănești, Arțaru, Barza, Ușurei și Văcarea), iar comuna Brătuia avea o populație de 1275 de locuitori (în satele Brătuia, Merfulești, Trocani și în cătunele Lazu și Țârculești).
Satul Ungureni apare pe teritoriul comunei Budieni, în anul 1931, odată cu regruparea comunelor rurale și urbane din același an. Comunele Dănești și Brătuia continuă să fie consemnate cu aceleași sate.
În anul 1950, comunele au fost arondate raionului Târgu Jiu a regiunii Gorj, raion care doi ani mai târziu a fost arondat regiunii Craiova, și apoi (după 1960), regiunii Oltenia. Între timp, satele Brătuia și Lazu au fost contopite și au format satul Brătuia-Lazu.
În anul 1968, comuna a fost transferată județului Gorj, căpătând forma actuală, iar comuna Brătuia a fost desființată și inclusă în comuna Dănești, satul Brătuia-Lazu reprimind numele de Brătuia. Comuna primește și satele Șașa și Ungureni, de la comuna Budieni, ce a fost și ea desființată și inclusă în comuna Scoarța. Tot atunci, satul Arțaru a fost desființat și contopit cu satul Barza iar satul Ușurei a fost contopit cu satul Văcarea.

## Monumente istorice

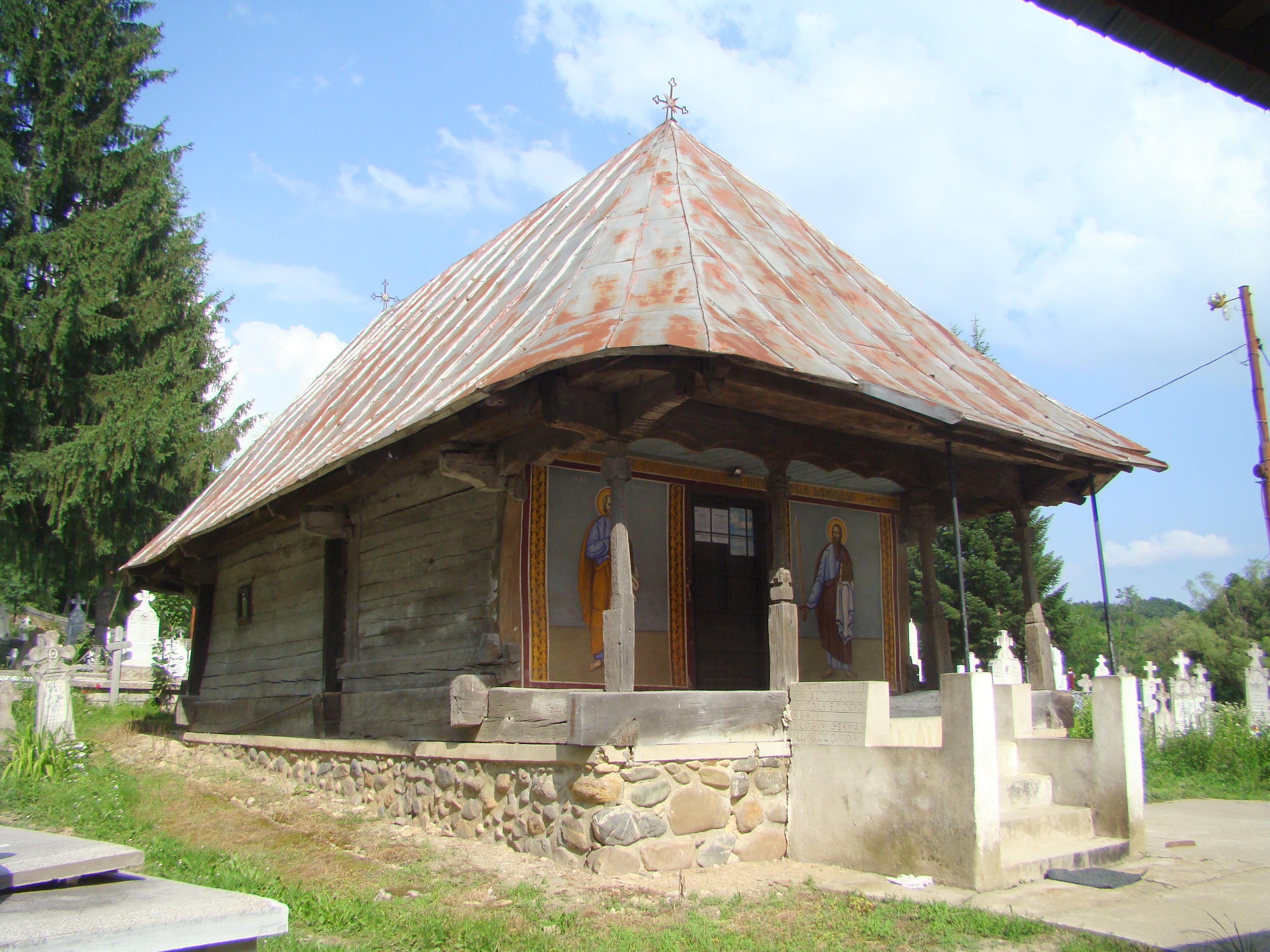
Biserica de lemn din Brătuia, una dintre monumentele istorice de interes local din comuna Dănești

Două monumente istorice din comuna Dănești sunt incluse în lista monumentelor istorice din județul Gorj. Prima este Biserica de lemn din Brătuia cu hramul Sfințiilor Voievozi care datează din secolul al XIX-lea, iar ultima este conacul Vasile Brătianu, din satul Trocani, care datează tot din secolul al XIX-lea.

## Politică și administrație
Comuna Dănești este administrată de un primar și un consiliu local compus din 13 consilieri. Primarul, Silviu-Aurelian Filip[*], de la Partidul Social Democrat, este în funcție din 1 noiembrie 2024. Începând cu alegerile locale din 2024, consiliul local are următoarea componență pe partide politice:
|  | Partid                          | Consilieri | Componența Consiliului | Componența Consiliului | Componența Consiliului | Componența Consiliului | Componența Consiliului | Componența Consiliului | Componența Consiliului | Componența Consiliului |
|  | ------------------------------- | ---------- | ---------------------- | ---------------------- | ---------------------- | ---------------------- | ---------------------- | ---------------------- | ---------------------- | ---------------------- |
|  | Partidul Social Democrat        | 8          |                        |                        |                        |                        |                        |                        |                        |                        |
|  | Uniunea Salvați România         | 2          |                        |                        |                        |                        |                        |                        |                        |                        |
|  | Partidul Național Liberal       | 2          |                        |                        |                        |                        |                        |                        |                        |                        |
|  | Alianța pentru Unirea Românilor | 1          |                        |                        |                        |                        |                        |                        |                        |                        |

## Vezi și
- Biserica de lemn din Brătuia